# Xã Harrison, Quận Boone, Iowa
Xã Harrison (tiếng Anh: Harrison Township) là một xã thuộc quận Boone, tiểu bang Iowa, Hoa Kỳ. Năm 2010, dân số của xã này là 354 người.